# Yanara Aedo
Yanara Katherine Nicole Aedo Muñoz (Temuco, 5 agosto 1993) è una calciatrice cilena, attaccante del Colo-Colo e della nazionale cilena.

## Carriera

### Club
Yanara Aedo è cresciuta a Temuco, iniziando sin da piccola a giocare a calcio assieme al fratello e giocando poi in squadre miste. Dopo aver giocato con l'Araucanía Temuco nel biennio 2009-2010, nel 2011 andò a giocare col Colo-Colo, società con la quale giocò per quattro stagioni consecutive, tutte culminate con la vittoria del campionato cileno, sia tornei di Apertura che di Clausura. Sempre col Colo-Colo, Aedo fece il suo esordio nella Coppa Libertadores, massima competizione sudamericana per club, vincendo con le compagne l'edizione 2012.
Nel gennaio 2015 Aedo si trasferì negli Stati Uniti per giocare con la squadra riserve del Washington Spirit. Con le riserve del Washington Spirit vince l'edizione 2015 della United Soccer Leagues W-League, segnando la doppietta decisiva nella finale vinta per 2-1 sul Colorado Pride.
Nel settembre 2016 Aedo lasciò gli Stati Uniti per trasferirsi in Spagna al Valencia, assieme alla compagna di nazionale Christiane Endler. Col Valencia fece il suo esordio nella Primera División, la massima serie del campionato spagnolo. Dopo una sola stagione al Valencia, Aedo tornò al Washington Spirit nel luglio 2017, ma questa volta per giocare con la prima squadra nel campionato di National Women's Soccer League, massimo livello del campionato statunitense. Un anno dopo, Aedo ritornò al Valencia, rimanendovi per la sola stagione 2018-2019, conclusa dalla squadra valenciana a metà classifica in Primera División.
Nel luglio 2019 Aedo cambiò squadra, rimanendo a giocare nel campionato spagnolo e accordandosi col Siviglia. Nella stagione al Siviglia Aedo scese in campo solo in nove occasioni, senza realizzare alcuna rete. Aedo non rinnovò il contratto con la squadra andalusa e nel settembre 2020 si accordò col Rayo Vallecano per la stagione 2020-2021, raggiungendo la connazionale Camila Sáez. Nell'aprile 2021 Aedo vinse il premio Jugadora Cinco Estrellas per il mese di marzo, riconoscimento assegnato dai tifosi del Rayo alla migliore calciatrice del mese.

### Nazionale
All'età di 14 anni Yanara Aedo venne notata dagli osservatori della nazionale cilena. L'ingresso nelle selezioni giovanili cilene implicò per Aedo il trasferimento da Temuco alla capitale Santiago. Aedo ha fatto parte della nazionale Under-17 cilena, con la quale partecipò al campionato mondiale 2010 di categoria.
Aedo venne convocata nella nazionale maggiore per la prima volta dalla selezionatrice Marta Tejedor all'inizio di settembre 2010 all'età di 17 anni, venendo inserita nella lista delle venti calciatrici cilene che avrebbero partecipato al campionato sudamericano 2010. Al campionato sudamericano Aedo realizzò la sua prima rete in nazionale nella vittoria per 3-1 sul Perù, che consentì alle cilene di vincere il raggruppamento e accedere alla fase a eliminazione diretta. Aedo venne convocata anche per l'edizione 2014 del campionato sudamericano, così come prese parte all'edizione 2018. In quest'ultima occasione Aedo contribuì con tre reti alla conquista del secondo posto finale da parte del Cile, che consentì alla nazionale di raggiungere per la prima volta nella sua storia la fase finale del campionato mondiale.
Aedo venne inserita nella rosa della nazionale cilena che partecipò al campionato mondiale 2019, disputatosi in Francia. Al campionato mondiale Aedo giocò in due delle tre partite della fase a gironi, dalla quale il Cile venne eliminato.

## Palmarès

### Club
- Campionato cileno femminile: 8

Colo-Colo: 2011 (Apertura e Clausura), 2012 (Apertura e Clausura), 2013 (Apertura e Clausura), 2014 (Apertura e Clausura)
- Coppa Libertadores: 1

Colo-Colo: 2012
- United Soccer Leagues W-League: 1

Washington Spirit riserve: 2015